# Veronica javanica
Veronica javanica är en grobladsväxtart som beskrevs av Carl Ludwig von Blume. Veronica javanica ingår i släktet veronikor, och familjen grobladsväxter. Inga underarter finns listade i Catalogue of Life.